# Kořenov
Kořenov é uma comuna checa localizada na região de Liberec, distrito de Jablonec nad Nisou‎.